# Station Clacy-Mons
Station Clacy-Mons is een spoorwegstation in de Franse gemeente Clacy-et-Thierret.